# Partecipanti alla Liegi-Bastogne-Liegi 2023
Elenco dei partecipanti alla Liegi-Bastogne-Liegi 2023.
La Liegi-Bastogne-Liegi 2023 è stata la centonovesima edizione della corsa. Alla competizione presero parte venticinque squadre: le diciotto iscritte all'UCI World Tour 2023 e sette dell'UCI ProTeam.
Ciascuna delle squadre è composta da sette ciclisti, per un totale di 175 ciclisti accreditati alla partenza.

## Corridori per squadra
Nota: R ritirato, NP non partito, FT fuori tempo, SQ squalificato
| Soudal Quick-Step         | Soudal Quick-Step          | Soudal Quick-Step         | Alpecin-Deceuninck       | Alpecin-Deceuninck       | Alpecin-Deceuninck       | Jumbo-Visma               | Jumbo-Visma               | Jumbo-Visma               |
| ------------------------- | -------------------------- | ------------------------- | ------------------------ | ------------------------ | ------------------------ | ------------------------- | ------------------------- | ------------------------- |
| N°                        | Ciclista                   | Clas.                     | N°                       | Ciclista                 | Clas.                    | N°                        | Ciclista                  | Clas.                     |
| 1                         | Remco Evenepoel            | 1°                        | 11                       | Quinten Hermans          | 48°                      | 21                        | Tiesj Benoot              | 7°                        |
| 2                         | Julian Alaphilippe         | 86°                       | 12                       | Tobias Bayer             | 89°                      | 22                        | Michel Hessmann           | 41°                       |
| 3                         | Andrea Bagioli             | R                         | 13                       | Michael Gogl             | R                        | 23                        | Gijs Leemreize            | 93°                       |
| 4                         | Mauro Schmid               | R                         | 14                       | Søren Kragh Andersen     | R                        | 24                        | Sam Oomen                 | NP                        |
| 5                         | Pieter Serry               | 85°                       | 15                       | Jason Osborne            | 61°                      | 25                        | Jan Tratnik               | 25°                       |
| 6                         | Ilan Van Wilder            | 22°                       | 16                       | Robert Stannard          | R                        | 26                        | Attila Valter             | 26°                       |
| 7                         | Louis Vervaeke             | 52°                       | 17                       | Fabio Van Den Bossche    | 88°                      | 27                        | Tosh Van Der Sande        | NP                        |
| Ineos Grenadiers          | Ineos Grenadiers           | Ineos Grenadiers          | Lotto Dstny              | Lotto Dstny              | Lotto Dstny              | Bora-Hansgrohe            | Bora-Hansgrohe            | Bora-Hansgrohe            |
| N°                        | Ciclista                   | Clas.                     | N°                       | Ciclista                 | Clas.                    | N°                        | Ciclista                  | Clas.                     |
| 31                        | Thomas Pidcock             | 2°                        | 41                       | Maxim Van Gils           | 11°                      | 51                        | Aleksandr Vlasov          | 46°                       |
| 32                        | Laurens De Plus            | 17°                       | 42                       | Andreas Kron             | R                        | 52                        | Giovanni Aleotti          | 58°                       |
| 33                        | Omar Fraile                | 44°                       | 43                       | Arjen Livyns             | R                        | 53                        | Patrick Gamper            | R                         |
| 34                        | Michał Kwiatkowski         | R                         | 44                       | Sylvain Moniquet         | 37°                      | 54                        | Sergio Higuita            | R                         |
| 35                        | Magnus Sheffield           | 38°                       | 45                       | Mathijs Paasschens       | 68°                      | 55                        | Jai Hindley               | 83°                       |
| 36                        | Pavel Sivakov              | 14°                       | 46                       | Liam Slock               | R                        | 56                        | Patrick Konrad            | 8°                        |
| 37                        | Connor Swift               | 107°                      | 47                       | Harry Sweeny             | 63°                      | 57                        | Ide Schelling             | R                         |
| Bahrain Victorious        | Bahrain Victorious         | Bahrain Victorious        | Movistar Team            | Movistar Team            | Movistar Team            | EF Education-EasyPost     | EF Education-EasyPost     | EF Education-EasyPost     |
| N°                        | Ciclista                   | Clas.                     | N°                       | Ciclista                 | Clas.                    | N°                        | Ciclista                  | Clas.                     |
| 61                        | Mikel Landa                | R                         | 71                       | Enric Mas                | R                        | 81                        | Ben Healy                 | 4°                        |
| 62                        | Yukiya Arashiro            | R                         | 72                       | Ruben Guerreiro          | 23°                      | 82                        | Andrey Amador             | 98°                       |
| 63                        | Pello Bilbao               | 43°                       | 73                       | Alex Aranburu            | 71°                      | 83                        | Jonathan Caicedo          | 82°                       |
| 64                        | Santiago Buitrago          | 3°                        | 74                       | Jorge Arcas              | 106°                     | 84                        | Esteban Chaves            | 45°                       |
| 65                        | Fran Miholjević            | R                         | 75                       | Gorka Izagirre           | 70°                      | 85                        | Mikkel Frølich Honoré     | R                         |
| 66                        | Matej Mohorič              | 40°                       | 76                       | José Joaquín Rojas       | R                        | 86                        | Andrea Piccolo            | R                         |
| 67                        | Wout Poels                 | 42°                       | 77                       | Gonzalo Serrano          | 72°                      | 87                        | Neilson Powless           | 65°                       |
| UAE Team Emirates         | UAE Team Emirates          | UAE Team Emirates         | Israel-Premier Tech      | Israel-Premier Tech      | Israel-Premier Tech      | Team Arkéa-Samsic         | Team Arkéa-Samsic         | Team Arkéa-Samsic         |
| N°                        | Ciclista                   | Clas.                     | N°                       | Ciclista                 | Clas.                    | N°                        | Ciclista                  | Clas.                     |
| 91                        | Tadej Pogačar              | R                         | 101                      | Michael Woods            | 12°                      | 111                       | Warren Barguil            | R                         |
| 92                        | Sjoerd Bax                 | R                         | 102                      | Guillaume Boivin         | R                        | 112                       | Louis Barré               | R                         |
| 93                        | George Bennett             | R                         | 103                      | Simon Clarke             | 35°                      | 113                       | Anthony Delaplace         | 75°                       |
| 94                        | Felix Großschartner        | 84°                       | 104                      | Daryl Impey              | R                        | 114                       | Simon Guglielmi           | 74°                       |
| 95                        | Marc Hirschi               | 10°                       | 105                      | Krists Neilands          | R                        | 115                       | Mathis Le Berre           | 96°                       |
| 96                        | Vegard Stake Laengen       | R                         | 106                      | Mads Würtz Schmidt       | 59°                      | 116                       | Łukasz Owsian             | R                         |
| 97                        | Michael Vink               | R                         | 107                      | Nick Schultz             | 36°                      | 117                       | Andrij Ponomar            | R                         |
| Groupama-FDJ              | Groupama-FDJ               | Groupama-FDJ              | TotalEnergies            | TotalEnergies            | TotalEnergies            | AG2R Citroën Team         | AG2R Citroën Team         | AG2R Citroën Team         |
| N°                        | Ciclista                   | Clas.                     | N°                       | Ciclista                 | Clas.                    | N°                        | Ciclista                  | Clas.                     |
| 121                       | David Gaudu                | R                         | 131                      | Steff Cras               | 30°                      | 141                       | Benoît Cosnefroy          | 54°                       |
| 122                       | Kevin Geniets              | 53°                       | 132                      | Mathieu Burgaudeau       | 62°                      | 142                       | Alex Baudin               | 109°                      |
| 123                       | Matthieu Ladagnous         | R                         | 133                      | Valentin Ferron          | 69°                      | 143                       | Clément Berthet           | 57°                       |
| 124                       | Valentin Madouas           | 5°                        | 134                      | Fabien Grellier          | R                        | 144                       | Mikaël Cherel             | 81°                       |
| 125                       | Rudy Molard                | 33°                       | 135                      | Alan Jousseaume          | 77°                      | 145                       | Ben O'Connor              | 50°                       |
| 126                       | Quentin Pacher             | 55°                       | 136                      | Paul Ourselin            | 51°                      | 146                       | Aurélien Paret-Peintre    | 18°                       |
| 127                       | Lars van den Berg          | 60°                       | 137                      | Mattéo Vercher           | R                        | 147                       | Lawrence Warbasse         | 80°                       |
| Team DSM                  | Team DSM                   | Team DSM                  | Intermarché-Circus-Wanty | Intermarché-Circus-Wanty | Intermarché-Circus-Wanty | Cofidis                   | Cofidis                   | Cofidis                   |
| N°                        | Ciclista                   | Clas.                     | N°                       | Ciclista                 | Clas.                    | N°                        | Ciclista                  | Clas.                     |
| 151                       | Romain Bardet              | 15°                       | 161                      | Lorenzo Rota             | 20°                      | 171                       | Ion Izagirre              | 16°                       |
| 152                       | Romain Combaud             | R                         | 162                      | Lilian Calmejane         | 100°                     | 172                       | Simon Geschke             | R                         |
| 153                       | Matthew Dinham             | 76°                       | 163                      | Rui Costa                | 31°                      | 173                       | José Herrada              | 113°                      |
| 154                       | Sean Flynn                 | R                         | 164                      | Kobe Goossens            | 27°                      | 174                       | Jesús Herrada             | R                         |
| 155                       | Leon Heinschke             | R                         | 165                      | Tom Paquot               | R                        | 175                       | Victor Lafay              | 32°                       |
| 156                       | Martijn Tusveld            | R                         | 166                      | Dion Smith               | 47°                      | 176                       | Guillaume Martin          | 6°                        |
| 157                       | Kevin Vermaerke            | 92°                       | 167                      | Georg Zimmermann         | 56°                      | 177                       | Anthony Perez             | 112°                      |
| Uno-X Pro Cycling Team92° | Uno-X Pro Cycling Team92°  | Uno-X Pro Cycling Team92° | Trek-Segafredo56°        | Trek-Segafredo56°        | Trek-Segafredo56°        | Astana Qazaqstan Team112° | Astana Qazaqstan Team112° | Astana Qazaqstan Team112° |
| N°                        | Ciclista                   | Clas.                     | N°                       | Ciclista                 | Clas.                    | N°                        | Ciclista                  | Clas.                     |
| 181                       | Tobias Halland Johannessen | 24°                       | 191                      | Giulio Ciccone           | 13°                      | 201                       | Aleksej Lucenko           | R                         |
| 182                       | Anthon Charmig             | 97°                       | 192                      | Julien Bernard           | R                        | 202                       | Leonardo Basso            | R                         |
| 183                       | Fredrik Dversnes           | 64°                       | 193                      | Tony Gallopin            | 79°                      | 203                       | Samuele Battistella       | NP                        |
| 184                       | Anders Johannessen         | R                         | 194                      | Mattias Skjelmose        | 9°                       | 204                       | David de la Cruz          | R                         |
| 185                       | Jacob Hindsgaul            | 94°                       | 195                      | Juan Pedro López         | 49°                      | 205                       | Aljaksandr Rabušėnka      | R                         |
| 186                       | Torstein Træen             | R                         | 196                      | Bauke Mollema            | 29°                      | 206                       | Christian Scaroni         | 87°                       |
| 187                       | Jonas Gregaard             | 67°                       | 197                      | Jacopo Mosca             | 78°                      | 207                       | Simone Velasco            | 19°                       |
| Bingoal WB                | Bingoal WB                 | Bingoal WB                | Team Jayco AlUla         | Team Jayco AlUla         | Team Jayco AlUla         | Team Flanders-Baloise     | Team Flanders-Baloise     | Team Flanders-Baloise     |
| N°                        | Ciclista                   | Clas.                     | N°                       | Ciclista                 | Clas.                    | N°                        | Ciclista                  | Clas.                     |
| 211                       | Lennert Teugels            | 108°                      | 221                      | Matteo Sobrero           | 21°                      | 231                       | Jenno Berckmoes           | 102°                      |
| 212                       | Alexis Guérin              | 90°                       | 222                      | Alexandre Balmer         | 66°                      | 232                       | Ruben Apers               | R                         |
| 213                       | Johan Meens                | 104°                      | 223                      | Kevin Colleoni           | R                        | 233                       | Kamiel Bonneu             | 111°                      |
| 214                       | Julian Mertens             | 34°                       | 224                      | Lawson Craddock          | 73°                      | 234                       | Vito Braet                | R                         |
| 215                       | Rémy Mertz                 | 91°                       | 225                      | Alessandro De Marchi     | 28°                      | 235                       | Toon Clynhens             | R                         |
| 216                       | Marco Tizza                | 95°                       | 226                      | Tsgabu Grmay             | 105°                     | 236                       | Elias Maris               | R                         |
| 217                       | Luca Van Boven             | 103°                      | 227                      | Jan Maas                 | R                        | 237                       | Vincent Van Hemelen       | R                         |
| Equipo Kern Pharma        |                            |                           |                          |                          |                          |                           |                           |                           |
| N°                        | Ciclista                   | Clas.                     |                          |                          |                          |                           |                           |                           |
| 241                       | Roger Adrià                | 39°                       |                          |                          |                          |                           |                           |                           |
| 242                       | Héctor Carretero           | R                         |                          |                          |                          |                           |                           |                           |
| 243                       | Francisco Galván           | 110°                      |                          |                          |                          |                           |                           |                           |
| 244                       | Raúl García Pierna         | 101°                      |                          |                          |                          |                           |                           |                           |
| 245                       | Pau Miquel                 | 99°                       |                          |                          |                          |                           |                           |                           |
| 246                       | Ibon Ruiz                  | R                         |                          |                          |                          |                           |                           |                           |
| 247                       | Danny van der Tuuk         | R                         |                          |                          |                          |                           |                           |                           |